# Chlorophthalmus albatrossis
Chlorophthalmus albatrossis es una especie de pez del género Chlorophthalmus, familia Chlorophthalmidae. Fue descrita científicamente por Jordan & Starks en 1904.
Se distribuye por el Pacífico Indo-Occidental: desde el sur de Japón hasta Filipinas. La longitud total (TL) es de 15 centímetros. Puede alcanzar los 350 metros de profundidad.
Está clasificada como una especie marina inofensiva para el ser humano.